# Адам Готлоб Еленшлегер
Адам-Ґотлоб Еленшлеґер (Adam Gottlob Oehlenschläger; 14 листопада 1779, Вестербро, поблизу Копенгаґена — 20 січня 1850, Копенгаген) — данський письменник, драматург, поет. Представник романтизму.
Автор слів національного гімну Данії.

## Сім'я і ранні роки
Батько Еленшлегера був органістом і управителем палацу Фредеріксберґ. Мати була родом з Німеччини. З дев'яти років почав складати вірші. У 12-річному віці, гуляючи по саду Фредеріксберґ, познайомився з поетом Едвардом Стромом, який запросив його у свою школу, де викладав скандинавську міфологію.
До вступу в 1800 році на юридичний факультет Копенгаґенського університету брав участь у театральних постановках, але досить скоро переконався в нестачі справжнього покликання до цього роду мистецтва.
Знайомство з творами Ґете, захоплення Шиллером, Шекспіром і Жаном-Полем відірвало юнака від нецікавої юриспруденції, а в 1801 році війна з Англією — і від університету взагалі. Еленшлеґер вступив у загін волонтерів-студентів; тоді ж він написав кілька патріотичних і військових пісень і драматичний етюд: «2 квітня 1801 року» (день битви на Копенгагенському рейді).
Пробуджений війною патріотизм данців позначився загальним захопленням древньою історією Півночі, сагами і міфологією — захопленням, що відбилася і на творчості Еленшлегера.

## Визнання
Захоплення древньою історією підтримували товариші — брати Ерстед (які стали згодом знаменитим ученим і великим державним діячем). У 1802 році в Копенгаґен приїхав філософ Генрік Стеффенс. Еленшлеґер відвідав його лекції і після зустрічі зі Стеффенсом написав свою відому поему «Золоті роги» («Guldhornene»), яка швидко облетіла всю країну і поклала міцну основу його слави.
У кінці 1802 вийшла у світ перша невеличка збірка віршів Еленшлеґера, яка довго залишалася класичним зразком північної поезії XIX століття. До її складу увійшло 34 оригінальних (переважно балади) і 5 перекладних віршів і «Комедія Іванової ночі» — ряд строкатих сцен з народного життя. Найбільш видатні з віршів, крім «Золотих рогів» — «Ворон», «Левиний лицар», «Гарольд у священному гаю», «Поет в Лейрському гаю», «Пробудження весни» і «Смерть ярла Гакона».
Здобув, завдяки успіху своїх творів, державну стипендію, яка дозволила йому відвідати Німеччину, де він зустрівся з Гете. У 1807 році була опублікована збірка поем, в яких Еленшлеґер звернувся до скандинавської міфології. До збірки увійшла поема «Ярл Гакон». Поставлена на сцені копенгаґенського Королівського театру була сприйнята з захватом. У наступні роки подорожував Європою, відвідавши Дрезден, Париж, Швейцарію, Рим, і написав кілька творів на історичні й міфологічні сюжети — трагедії «Пальнатоке» (1807), «Аксель і Вальборґ» (1808), «Корреджо» (1809) та ін. У 1809 році повернувся в Данію і став професором естетики Копенгаґенського університету.